# Soda in liha števila
Vsako celo število je v matematiki bodisi sodo ali liho. Vsako število, ki ima pri deljenju s številom 2, ostanek 0, je sodo število. K sodim številom spada tudi število 0. Zgledi sodih števil so tako 2, -6, 0 in 124, zgledi lihih pa -77, -3, 9 ter 187.
Množico sodih števil se zapiše kot:
{\displaystyle S=\{2\cdot n;\quad n\in \mathbb {Z} \}\!\,,}
množico lihih števil pa kot:
{\displaystyle L=\{2\cdot n+1;\quad n\in \mathbb {Z} \}\!\,.}
Unija množic sodih in lihih števil tvori množico celih števil. Množici sta komplementarni; nobeno sodo število ni hkrati tudi liho in obratno, nobeno liho število ni hkrati tudi sodo.
Opomba: SSKJ navaja tudi pridevnika paren (za sod) in neparen (za lih), a v matematični strokovni terminologiji se izrazov parna in neparna števila ne uporablja.

## Pravilo za deljivost z 2
Celo število je deljivo z dva, če in samo če je zadnja števka števila deljive z dva, ali drugače, če se število konča z 2, 4, 6, 8 ali 0. To je sodo število.

## Značilnosti
Razen dvojke so vsa praštevila liha. Vsa znana popolna števila so soda, ni znano ali sploh obstaja kako liho popolno število.

## Operacije nad sodimi in lihimi števili
Naslednje značilnosti se lahko izpeljejo iz značilnosti deljivosti in dejstva, da je 2 praštevilo.

### Seštevanjeinodštevanje
- sodo ± sodo = sodo število
- sodo ± liho = liho število
- liho ± liho = sodo število

### Množenje
- sodo × sodo = sodo število
- sodo × liho = sodo število
- liho × liho = liho število

### Deljenje
Pri deljenju je včasih težko govoriti o sodosti oz. lihosti rezultata. To se počne le tedaj, ko je rezultat ponovno celo število. Tedaj se lahko zapišejo te zveze:
- sodo / liho = sodo število
- liho / liho = liho število
- liho / sodo ni nikoli celo število
- sodo / sodo je lahko sodo ali liho število (pri čemer deljenje z 0 ni dovoljeno)

## Programiranje
V nekaterih programskih jezikih obstaja vgrajena funkcija za ugotavljanje parnosti, npr. v paskalu odd(n)
 if odd(n) then liho else sodo 
sicer pa se izračuna ostanek pri deljenju z dva
 if n mod 2 = 0 then sodo else liho .